# منطقه بوک
منطقه بوک (به لاتین: Buk District) یک منطقهٔ مسکونی در کره جنوبی است که در بوسان واقع شده‌است. منطقه بوک ۳۸٫۳۰ کیلومتر مربع مساحت و ۳۳۶٬۷۵۳ نفر جمعیت دارد.